# طيور الصيف (مسلسل)
طيور الصيف مسلسل مصري تم إنتاجه في العام 1979.قصة وسيناريو وحوار أسامة أنور عكاشة واخراج فخر الدين صلاح.

## قصة المسلسل
تدور احداث المسلسل في إحدى اجازات الصيف في الإسكندرية، وابطالها الاب حسن عابدين وافراد عائلته، ونجمة المسرح «سعاد سليم» (ليلى طاهر) وافراد فرقتها المسرحية.الاب (حسن عابدين) موظف بسيط ويمتاز بالأخلاق العالية والتواضع ورجل يعطف على ابنائه ويحب ان يراهم كما هم يريدون في حياتهم ولكنه يصطدم بزوجته المتسلطة (فتحية شاهين) بسبب اختلافهم الفكري بسبب انها تربت تربية الذوات، فالابن عادل (خالد زكي) طالب بكلية التجارة وضعيف في دراسته بسبب حبه للمسرح بالإضافة إلى تأثره بخلافات والديه كما ذكر سابقا، والابنة الأولى عزة متفوقة في دراستها ولكنها متأثرة في نفس الوقت من المشاكل العائلية من ناحية والدتها، والاخت الصغرى علا الابنة المدللة والمتعلقة بوالدتها مما يسبب تفاوت في العلاقة العائلية وبطريقة مثيرة في احداث المسلسل.
اما في الطرف الآخر من القصة النجمة المسرحية سعاد سليم (ليلى طاهر) وافراد فرقتها المسرحية المكونة من عدة نجوم منهم من كان نجما واصبح ممثلا سنيدا ومنهم من كان في عز النجومية واصبح كومبارس بالإضافة إلى بضعة نجوم ونجمات يريدون ان يأخذوا فرصتهم.فسعاد سليم غير متزوجة لتركيزها على المسرح وحبها له وهي تعيش مع ابنة اختها نهى (ليلى علوي) ومربيتها الدادة (سهير رضا).بالرغم من حبها وادارتها لفرقتها الا ان بعض أعضاء الفرقة يكنون لها العداء بسبب الغيرة واتهامهم لها بالتسلط والاحتكار.
وتدور بعدها الاحداث عندما يعلم عادل بالصدفة ان ورشة عمل سعاد سليم والفرقة قريبة من مصيف العائلة، يتعرف على الصياد البسيط جابر (سيد عبد الكريم) -الذي هو أيضا مغرم بالمسرح وعلم بوجود سعاد سليم-و يذهبون هناك على امل ان يأخذوا فرصة في التمثيل المسرحي ومقابلة نجمة كبيرة بحجم سعاد سليم وتتوالى بعدها الاحداث بطريقة درامية جميلة ومشوقة.

## الابطال
- ليلى طاهر..سعاد سليم
- حسن عابدين..الاب
- خالد زكي..عادل
- سمير حسني..باهر
- ليلى علوي..نهى
- حسن عبدالحميد..فايز نور
- هناء ثروت..أميرة
- فتحية شاهين..الام
- سيد عبد الكريم..جابر
- اجلال زكي..عزة
- وحيد عزت..فارس
- نبيل الدسوقي..مأمون
- سميرة عبدالعزيز..قدرية
- احمد الشناوي..سامح
- راوية سعد.نجاة
- عبدالسلام محمد..جلجل
- عادل امين..حلمي
- محمود العراقي..ضابط المباحث
- محمود الشاذلي..مسعد
- سهير رضا..الدادة
- أبو الفتوح عمارة..سمارة
- رباب..علا

## فريق العمل
- قصة وسيناريو وحوار:أسامة أنور عكاشة.
- تصوير:سمير فهمي.
- ديكور:زينب الشايب.
- مخرج منفذ:رائد لبيب.
- مساعد مخرج:سعد عبده.
- اخراج:فخر الدين صلاح.
- إنتاج و توزيع:صوت القاهرة للصوتيات و المرئيات.